# That Girl
That Girl – trzeci singel z drugiej płyty Natalii Lesz, którego premiera odbyła się 6 czerwca 2011 roku w radiu Zet.
That Girl zapowiada mającą ukazać się we wrześniu drugą płytę Natalii Lesz.

## Recenzje
Zachodni portal muumuse.com napisał: "Lesz wraca z zupełnie nowym brzmieniem w singlu That Girl. Piosenka jest polskim odpowiednikiem I Kissed A Girl Katy Perry."

## Notowanie
| Lista                 | Pozycja    |
| --------------------- | ---------- |
| Radio Zet             | 6          |
| Polskie Radio Londyn  | 1          |
| Radio Vanessa         | 2          |
| Polskie Radio Rzeszów | 1          |
| Radio Znad Willi      | 24         |
| Polskie Radio Olsztyn | 15         |
| Radio Eska            | Propozycje |